# Loretana transversalis
Loretana transversalis är en insektsart som beskrevs av Andrej Vasiljevitj Gorochov 2009. Loretana transversalis ingår i släktet Loretana och familjen syrsor. Inga underarter finns listade i Catalogue of Life.